# Freddie Keppard
Freddie Keppard (vagy Freddy Keppard) (New Orleans, 1889. február 27. – Chicago, 1933. július 15.) amerikai kornettes. Egykor New Orleansban a „Király” címét viselte. Ezt a címet korábban Buddy Bolden hordta, utódja pedig King Oliver volt.

## Pályafutása
Keppard a louisianai New Orleans belvárosának kreol közösségében született. Tizenhárom évvel volt fiatalabb volt Buddy Boldennél, tizenegy évvel pedig Louis Armstrongnál.
Keppard apja, Louis Keppard Sr. New Orleans-i ember volt, és korai haláláig szakácsként dolgozott a Vieux Carréban. Édesanyja, Emily (Peterson) Keppard a Szent Jakab plébániából származott. Bátyja, Louis két évvel idősebb volt, és szintén profi zenész is lett. Az első dal, amelyet együtt tanultak meg játszani, a „Just Mert She Made Dem Goo-Goo Eyes” volt (Hughie Cannon, a népszerű New Orleans-i sztár dala, amelyet 1900-ban adtak ki).
Keppard a New Orleans-i Villere Streeten nevelkedett, zenével teli otthoni környezetben. Édesanyja hegedülni tanította, a testvére, Louis gitározni. A Basin Streetre jártak cipőt pucolni abban a reménykedve, hogy tanácsot vagy akár mentorálást kaphatnak az ott járó kedvenc zenészeiktől. Keppard semmilyen formális zenei képzésben nem részesült, valószínűleg a füle után tanulta meg a zenét, erőteljes és fantáziadús képességeit arra használta, hogy még improvizált is. Hegedűn, mandolinon és harmonikán játszott, mielőtt kornettre váltott volna. Tizenhat éves koránan kezdett el kornettezni.
Keppard 1906 körül kezdett a nyilvánosság előtt játszani az Olympia Orchestra-ban, indulózenekarokban, temetéseken, klubokban. Bill Johnsonnal is játszott, aki rávette, hogy állítson össze egy együttest, és jöjjön Los Angelesbe munka reményével. Ez az együttes Eredeti Creole Orchestra néven vált ismertté, és 1914 és 1918 között vaudeville-előadásokkal járta az országot. Így az északi közönség első ízben kóstolhatta meg az autentikus New Orleans Jazzt.
Később sok New Orleans-i zenészhez hasonlóan Keppard is Chicagóban telepedett le az 1920-as évek elején. Több zenekarral is játszott a városban, köztük volt a Doc Cook's Dreamland Orchestra, Erskine Tate, Ollie Powers és Charles Elgar Creole Orchestra, Savoy Ballroom.
Mire a dzsesszzene széles körben elterjedt, Freddie szebb napjai már mögötte voltak. Vad és viharvert stílusát jól tükrözi a "Stock Yard Strut" című lemeze, amelyet 1926-ban a Jazz Cardinals-szal vett fel.
Keppard masszív alkoholista volt és megbízhatatlan zenekartag lett. 1928-ig azért folytatta a munkát, amikoris megbetegedett a tuberkulózisban.
Betegségei ellenére is fellépett. Az 1930-as évek elején Chicagóban még hangosan játszott, bár a kortársak szerint már nem túl jól. 1932-re Keppardot korlátozták foglalkoztatásában, valószínűleg folyamatos fizikai leépülése miatt. Orvosi feljegyzések szerint 1932 végén munkaképtelen volt. Chicagóban halt meg 1933-ban, eléggé elfelejtve. Bob Shoffner trombitás felidézte, hogy 1931-ben, amikor Louis Armstrong zenekara egy turnébusszal készült elhagyni Chicagót, Armstrong utasította a buszsofőrt, hogy álljon meg Keppard lakása előtt. És a zenekar felment, hogy üdvözölje az „old-timert.”

## Albumok
- 1926: Stock Yards Strut
- 1926: Salty Dog
- 1926: Here Comes The Hot Tamale Man
- 1927: Stomp Tim Blues
- 1927: It Must Be The Blues